# Perissus fulvopictus
Perissus fulvopictus là một loài bọ cánh cứng trong họ Cerambycidae.